# Xenodochus (schimmel)
Xenodochus is een geslacht van roesten uit de familie Phragmidiaceae. Het geslacht werd voor het eerst in 1826 beschreven door de botanicus Diederich Franz Leonhard von Schlechtendal.

## Soorten
Volgen Index Fungorum telt dit geslacht twee soorten (peildatum mei 2023):
| Soortnaam                               | Auteur(s) | Publicatiejaar |
| --------------------------------------- | --------- | -------------- |
| Xenodochus carbonarius (Pimpernelroest) | Schltdl.  | 1826           |
| Xenodochus minor                        | Arthur    | 1912           |